# A hymn to the Virgin
A hymn to the Virgin is een compositie van Benjamin Britten. Britten schreef deze hymne van nog geen drie minuten lengte ter ere van Maria, toen hij nog als 16-jarige op de middelbare school Gresham's School te Holt zat, maar tegelijkertijd moest herstellen in een sanatorium. Hij deed er niet langer dan een dag over. Origineel had Britten het opgenomen in Two Choral Songs, maar zette het later weer apart. De eerste uitvoering vond plaats in de St John’s Church te Lowestoft, C.J.R.Coleman leidde het plaatselijke koor. Coleman zou later ook de eerste uitvoering geven van Hymn to St Peter.
Het a capella-koor is in SATB samenstelling, sopranen, alten, tenoren, bassen met in iedere stem een solist, de solisten zingen tegen de “grote” groep in. De anonieme tekst komt uit de 13e (koor) en 14e eeuw (solisten).
Tekst
| Engels/Latijn | Vertaling |
| --- | --- |
| A Hymn to the Virgin Of one that is so fair and bright, Velut maris stella, Brighter than the day is light, Parens et puella: I cry to thee, thou see to me, Lady, pray thy Son for me Tam pia, That I may come to thee, Maria! All this world was forlorn Eva peccatrice, Till our Lord was yborne De te genetrice. With Ave it went away Darkest night, and comes the day Salutis; The well springeth out of thee Virtutis. Lady, flow'r of ev'rything, Rosa sine spina, Thou bare Jesu, heaven's King, Gratia divina: Of all pearls thou bear'st the prize, Lady, queen of paradise Electa: Maiden mild, mother es Effecta. 1. | Hymne aan de Maagd Maria Van iemand die zo schoon en stralend is, Zoals de Sterre der Zee, Helderder dan het licht van de dag, Moeder en maagd: Ik roep tot u, gij ziet tot mij, Vrouwe, bid uw Zoon voor mij Zo vroom, Dat ik tot u mag komen, Maria! Heel deze wereld was verloren Door de zondares Eva, Totdat onze Heer werd geboren Uit u als moeder. Met Ave ging het weg Het was de donkerste nacht, en dan komt de dag Van het heil; De bron ontspringt uit u Van de deugd. Vrouwe, bloem van alles, Roos zonder doornen Gij baarde Jezus, Koning des hemels, Door de goddelijke genade: Van alle parels draagt gij de prijs, Vrouwe, koningin van het paradijs Uitverkoren: Milde maagd, moeder Bent u geworden. |

## Discografie
- Uitgave Chandos: Finzi Singers o.l.v. Paul Spicer in 1995
- Uitgave Naxos: St John’s Colleg Choir o.l.v. Christopher Robinson in 1999
- andere uitgave, doch alle gericht op Engeland